# باشگاه فوتبال مادرول
باشگاه فوتبال مادرول 
(به گیلیک اسکاتلندی: Motherwell F.C.) یک باشگاه فوتبال در شهر مادرول، اسکاتلند است.
این باشگاه در سال ۱۸۸۶ تأسیس شده است و سابقه یک قهرمانی در دسته برتر فوتبال اسکاتلند و ۲ قهرمانی در جام حذفی فوتبال اسکاتلند را دارد.

## افتخارات
| افتخارات                     | افتخارات    | سال                                                                    |
| ---------------------------- | ----------- | ---------------------------------------------------------------------- |
| دسته برتر فوتبال اسکاتلند    | قهرمان      | ۱۹۳۱–۳۲                                                                |
| دسته برتر فوتبال اسکاتلند    | نایب قهرمان | ۱۹۲۶–۲۷، ۱۹۲۹–۳۰، ۱۹۳۲–۳۳، ۱۹۳۳–۳۴، ۱۹۹۴–۹۵، ۲۰۱۲–۱۳                   |
| دسته برتر فوتبال اسکاتلند    | رتبه سوم    | ۱۹۱۹–۲۰، ۱۹۲۷–۲۸، ۱۹۲۸–۲۹، ۱۹۳۰–۳۱، ۱۹۵۸–۵۹، ۱۹۹۳–۹۴، ۲۰۰۷–۰۸، ۲۰۱۱–۱۲ |
| لیگ دسته اول فوتبال اسکاتلند | قهرمان      | ۱۹۵۳–۵۴، ۱۹۶۸–۶۹، ۱۹۸۱–۸۲، ۱۹۸۴–۸۵                                     |
| لیگ دسته اول فوتبال اسکاتلند | نایب قهرمان | ۱۸۹۴–۹۵، ۱۹۰۲–۰۳                                                       |
| جام حذفی فوتبال اسکاتلند     | قهرمان      | ۱۹۵۱–۵۲، ۱۹۹۰–۹۱                                                       |
| جام حذفی فوتبال اسکاتلند     | نایب قهرمان | ۱۹۳۰–۳۱، ۱۹۳۲–۳۳، ۱۹۳۸–۳۹، ۱۹۵۰–۵۱، ۲۰۱۰–۱۱                            |
| لیگ کاپ اسکاتلند             | قهرمان      | ۱۹۵۰–۵۱                                                                |
| لیگ کاپ اسکاتلند             | نایب قهرمان | ۱۹۵۳–۵۴، ۲۰۰۴–۰۵                                                       |